# Cu li chậm Bengal
Cu li chậm Bengal hay cu li lớn (danh pháp hai phần: Nycticebus bengalensis) là một loại cu li thuộc phân họ Cu li. Loại linh trưởng di chuyển chậm này có mắt to lồi, tai nhỏ và gần như bị lông rậm che khuất. Đuôi của chúng chỉ là một mẩu cụt. Đây là loài sống trên cây, kiếm ăn ban ngày. Đã được coi là một phân loài của cu li lớn (N. coucang) cho đến năm 2001, phân tích phát sinh loài cho thấy cu li chậm Bengal có liên quan chặt chẽ nhất với cu li chậm Sunda. Tuy nhiên, một số cá thể trong cả hai loài có trình tự DNA ty thể mà giống với những loài khác, do lai thẩm nhập. Nó là loài lớn nhất của chi Nycticebus, chiều dài 26–38 cm (10–15 in) từ đầu đến đuôi và nặng từ 1 đến 2,1 kg (2,2 và 4,6 lb). Các độc tố nó tiết ra từ tuyến cánh tay của nó (một tuyến mùi hương trong cánh tay của nó) khác nhau về mặt hóa học từ đó của loài Nycticebus khác và có thể được sử dụng để truyền đạt thông tin về giới tính, tuổi tác, sức khỏe, và địa vị xã hội.
Các phương thuốc cổ truyền châu Á sử dụng loài này làm thuốc và chúng đã bị tận diệt cho mục đích thương mại. Các quốc gia như Anh quốc hiện đã cấm mua bán loại này cũng như thuốc sản xuất từ chúng.
Tại Việt Nam, cu li lớn được xếp vào Danh mục các loài thực vật, động vật nghiêm cấm khai thác, sử dụng vì mục đích thương mại .

## Hình ảnh

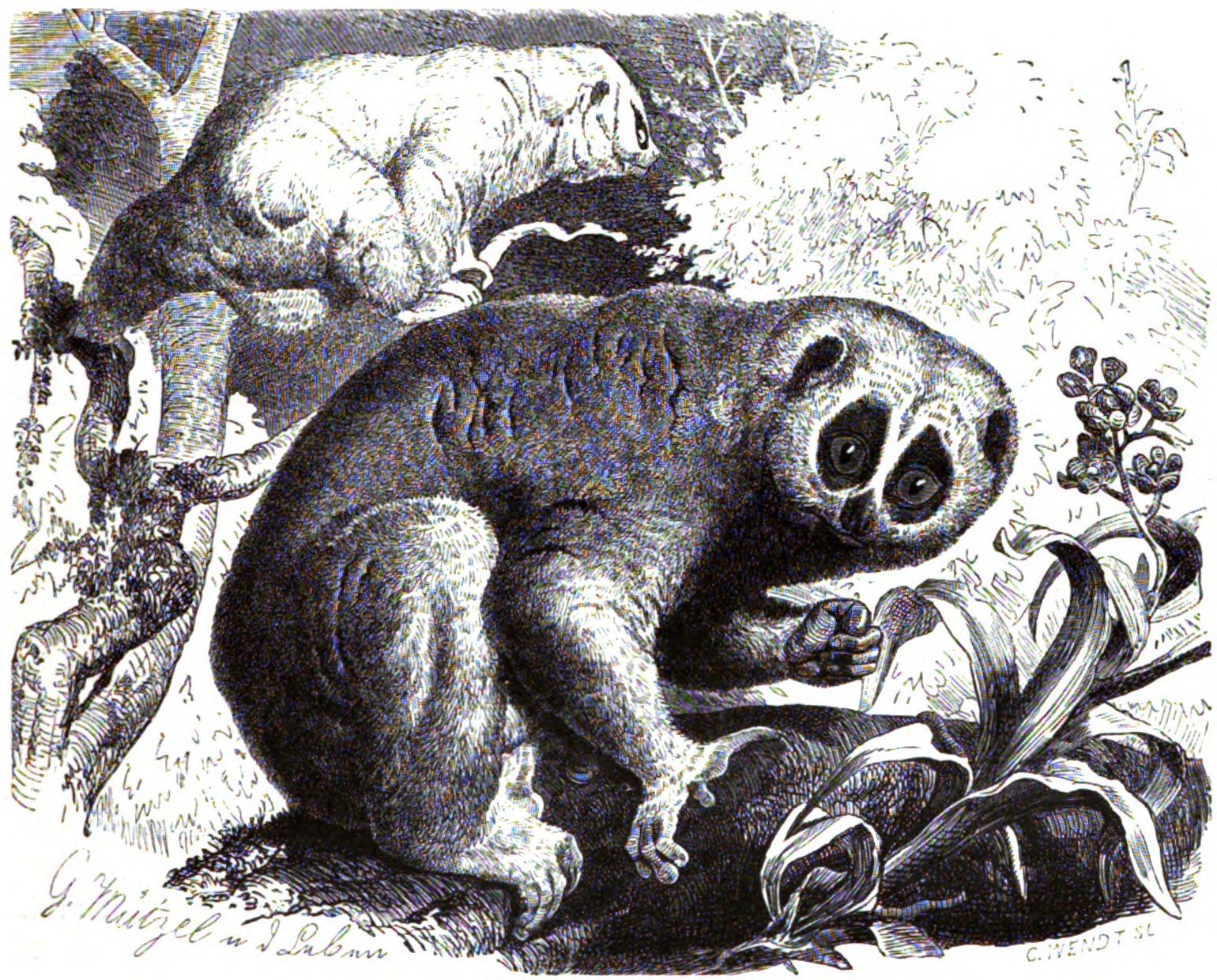
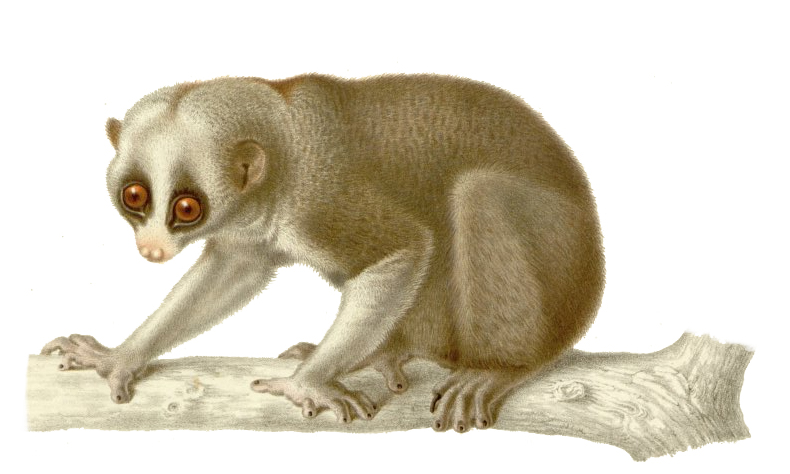
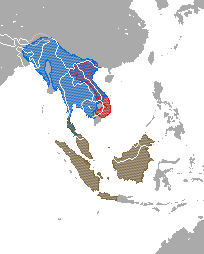
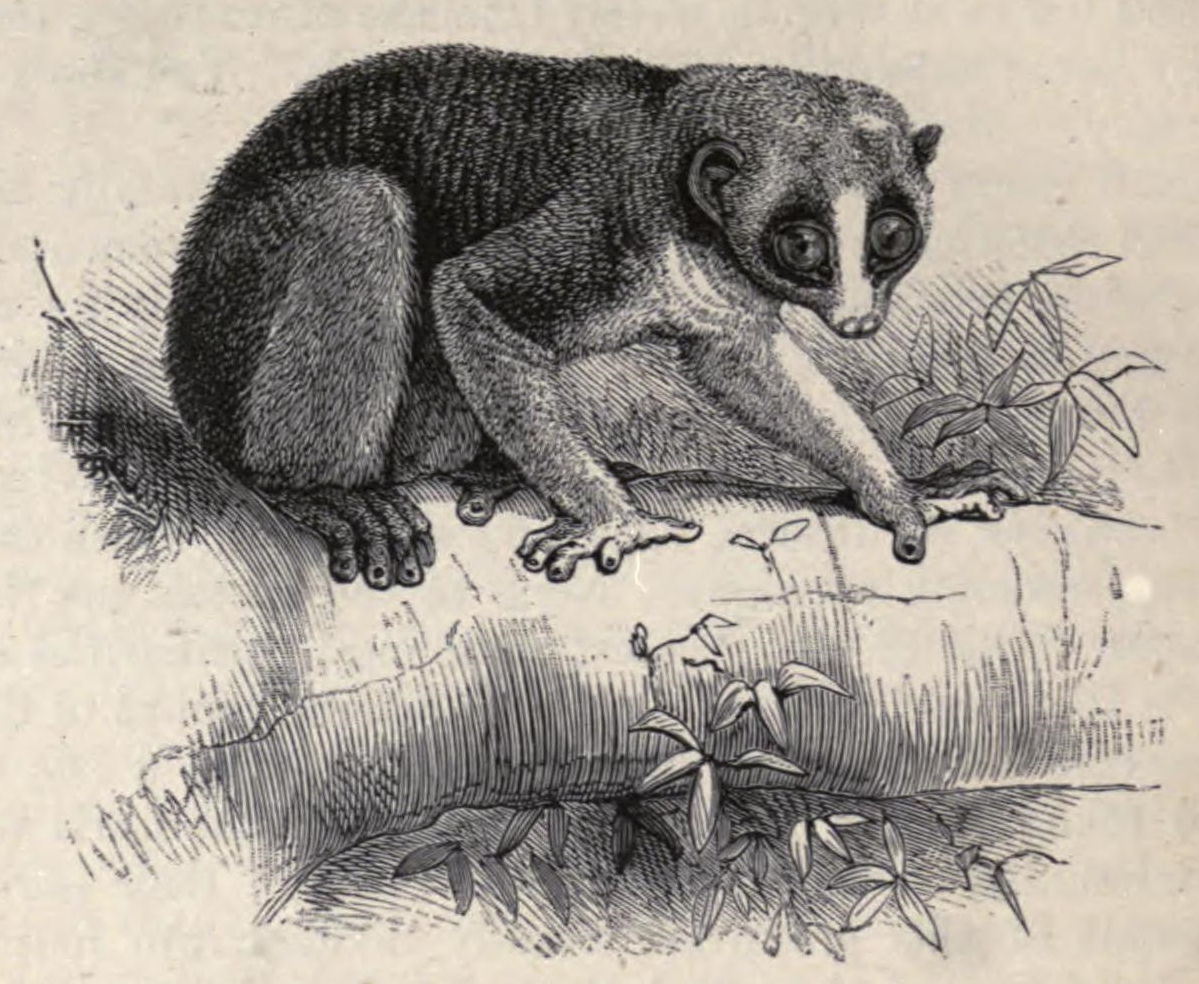